# Kazuhiko Aoki
Kazuhiko Aoki (青木 和彦 Aoki Kazuhiko) (născut 6 noiembrie, 1961) este un creator de jocuri video japonez și un producător de jocuri video, precum și unul din proiectanții companiei Square Enix Co., Ltd. (Square Co., Ltd.)

## Biografie

### Echipa Chrono Trigger
Este cel mai bine cunoscut pentru că a făcut parte din echipa ce a creat Chrono Trigger. El apare în joc în camera proiectanților.

## Muncă recentă
Mai recent, el a lucrat la o versiune nouă a jocului Final Fantasy III pentru Nintendo DS.

## Listă de jocuri
- Final Fantasy III (DS) (proiectant luptă) (2006)
- Code Age Commanders (proiectant principal) (2005)
- Final Fantasy Crystal Chronicles (director) (2003)
- Final Fantasy IX (proiectant evenimente, scenariu) (2000)
- Chocobo's Dungeon 2 (regizor) (1998)
- Chocobo's Dungeon (regizor) (1997)
- Final Fantasy VII (proiectant evenimente) (1997)
- Chrono Trigger (producător) (1995)
- Hanjuku Hero (SNES) (regizor) (1993)
- Final Fantasy IV (proiectant luptă) (1991)
- Final Fantasy III (proiectant) (1990)
- Hanjuku Hero (regizor) (1988)